# Rotterdam
Rotterdam er Hollands næststørste by efter Amsterdam beliggende i provinsen Syd-Holland. Byen ligger ved bredderne af floden Nieuwe Maas, en af kanalerne i deltaet for Rhinen/Meuse floden. Navnet Rotterdam stammer fra en dæmning i floden Rotte. Byen har 664.311(2023)indbyggere, med forstæder: 1.200.000.
Rotterdams havn er den største havn i Europa og var tidligere verdens travleste havn fra 1962 til 2004. Siden 2004 har asiatiske havne som Singapore og Shanghai overtaget den førende position i verden Rotterdam havn.
Næsten hele det gamle bycentrum blev ødelagt under Rotterdam blitzen, et luftbombardement udført af det tyske Luftwaffe den 14. maj 1940, og derfor fremstår byen i dag som en næsten helt nybygget by, domineret af betonbyggerier fra 1950'erne og 1960'erne.

## Historie
Området omkring Rotterdam har været beboet siden omkring år 900, hvor de første mennesker slog sig ned ved enden af den lille flod Rotte (eller Rotta som var navnet dengang. Navnet betyder 'mudret vand' efter rot (mudret) og a (vand). Omkring 1150 stoppede kraftige oversvømmelser udviklingen og medførte byggeriet af diger og dæmninger, bl.a. Schielands Hoge Zeedijk langs med den nordre bred af den nuværende Nieuwe Maas flod. En dæmning på Rotte floden blev bygget i 1260erne og derved fremkom navnet Rotterdam. Denne dæmning ligger ved den nuværende Hoogstraat.
Den 7. juni 1340 gav Willem den 4. bystatus til Rotterdam, som på daværende tidspunkt havde omkring 2000 indbyggere. I ca. 1350 blev Rotterdamse Schie, den første havnekanal færdigbygget og det gav Rotterdam adgang til handelsruter med større byer i det nordlige Holland og medførte en vis grad af urbanisering samtidigt med at byen blev et traffikknudepunkt for handelen mellem Holland, England og Tyskland.
Rotterdams havn udviklede sig støt til at blive en vigtig del af Hollands internationale handelsaspirationer og blev et af de seks 'kamre' i Vereenigde Oostindische Compagnie (det Hollandske Ostasiasiatiske Kompagni).
Omkring 1872, da Nieuwe Waterweg blev indviet, oplevede Rotterdam sin største vækst i både indbyggertal og havneaktivitet. Byen og havnen begyndte at vokse på den sydlige bred af floden. Denne vækst symboliseredes bedst af bygningen af Witte Huis eller Hvide Hus, en skyskraber efter amerikansk forbillede og bygget i fransk chateau stil i 1898. Den var på det tidspunkt den højeste kontorbygning i Europa med en højde på 45 meter.
Den tyske hær invaderede Holland den 10. maj 1940 og havde forventet at overvinde al modstand på mindre end en dag, som da de besatte Danmark en måned tidligere. Modstanden var dog betydeligt kraftigere end forventet og det tog bombningen af Rotterdam den 14. maj af det tyske Luftwaffe og truslen om at bombe andre byer førend den hollandske regering kapitulerede. Under bombningen blev hele det historiske centrum ødelagt og mere end 800 mennesker blev dræbt mens ca. 80.000 mennesker blev gjort hjemløse.
Ossip Zadkine skabte senere en mindesskulptur kaldet Stad zonder hart ('En by uden hjerte'). Rådhuset blev ikke ødelagt under bombningen eftersom tyskerne udviste stor forsigtighed med ikke at ramme det, da det allerede var blevet udset som hovedkvarter for hæren under besættelsen.
Byen blev genopbygget fra 1950'erne til 1970'erne, men der blev først vedtaget en egentlig arkitekturpolitik i 1980'erne som sidenhen har medført dristige byggerier og har givet byen et nyt liv og en ny profil. I 1990'erne blev et nyt erhvervscentrum, Kop van Zuid, bygget syd for Nieuwe Maas floden og Dronning Beatrix indviede den 6. september 1996 Erasmusbrug (Erasmusbroen) for at forbinde de to bydele.

## Museer
Rotterdam har mange museer. Blandt de mere velkendte er Museum Boijmans Van Beuningen, Nederlands Architectuurinstituut, Wereldmuseum, Kunsthal, Witte de With Center for Moderne Kunst og Maritiem Museum Rotterdam. Det Historiske Museum Rotterdam blev ændret til Museum Rotterdam der udstiller Rotterdams historie som en transnational by.
Andre museer inkluderer Belasting & Douane Museum og Rotterdam Naturhistoriske Museum. Den historiske havn og museet De Delft Scheepswerf viser bl.a. det rekonstruerede linjeskib De Delft.